# Rio Preto Esporte Clube (féminines)
Maillots
Le Rio Preto Esporte Clube est un club féminin et brésilien de football fondé en 2008 dans la ville de São José do Rio Preto dans l'État de São Paulo. L'équipe représente la section féminine du club homonyme masculin. Rio Preto a été une fois champion du Brésil en 2015.

## Histoire du club
La fondation de la section féminine du Rio Preto EC est associée au couple Dorotéia de Souza Oliveira et Francisco "Chicão" Reguera Inojo. Chicão est un ancien footballeur amateur et entrepreneur résident de São José do Rio Preto dans le secteur des matériaux de construction. Le couple cherche une occasion de faire jouer ses trois filles passionnées de football. Comme il n'y a pas de clubs ayant une section féminine dans cette partie de l'État de São Paulo, ils créent l'Associação Esportiva Realidade Jovem. En 2008 le club s'associe avec le club professionnel de la ville et devient officiellement sa section féminine. Le couple reste à la tête de la nouvelle entité avec Dorotéia en tant que présidente et Chicão comme entraineur. Parallèlement à la partie sportive, le club développe aussi une école spécialement ouverte aux jeunes filles et offrant une subvention financière pour suivre les cours aux  filles de la communauté,.
Lors des premières années de son existence, la section féminine se limite essentiellement à la recherche de talents et à la formation de jeunes joueuses. Les premières joueuses du club à passer professionnelles sont la plus jeune fille des dirigeants Darlene de Souza (en) et Raquel Fernandes. Elles font partie des pionnières du football professionnel féminin et deviennent plus tard internationales brésiliennes. À partir de 2010, après avoir développé un vivier de joueuses suffisamment important, Rio Preto se lance dans les compétitions nationales. Depuis lors le Rio Preto est un élément incontournable du championnat de São Paulo. Il est l'un des premiers participants du championnat national brésilien qu'il remporte en 2015.

## Retrait
Le 21 décembre 2018, le couple Reguera annonce la fin de la coopération avec le club. Le 26 février 2019, le président du club annonce le retrait de la section féminine du football professionnel, pour des raisons financières. Le club voulant se concentrer sur sa section masculine et sur le centre de formation. Le club cède sa place au SC Internacional en Série A1.

## Palmarès
- Championnat du Brésil
  - Vainqueur en 2015
  - Finaliste en 2016 et 2018
- Championnat de l’État de Sao Paulo
  - Vainqueur en 2016 et 2017